# Henry Wadsworth Longfellow
Henry Wadsworth Longfellow (Portland, Maine, 27 de febrer de 1807 - Cambridge, Massachusetts, 24 de març de 1882) fou un poeta estatunidenc autor de poesies significativament reeixides, cas de Light of Stars (La llum dels estels), Excelsior o A Psalm of Life (Un salm de la vida), confegí la primera traducció de la Divina Comèdia a nivell estatunidenc.

## Biografia

### Infància
Longfellow nasqué el 27 de febrer de l'any 1807, fill de Stephen Longfellow i Zilpah (Wadsworth) Longfellow, al nucli de Portland, Maine, població amb posterioritat constituïda com a districte de Massachusetts. El jove poeta cresqué a la reconeguda Wadsworth-Longfellow House (Casa Wadsworth-Longfellow). El seu pare s'ocupava com a advocat; altrament mereix esment son avi matern, Peleg Wadsworth, qui exercí el càrrec de general en el decurs de la Guerra d'Independència dels Estats Units i esdevingué, ensems, membre de la Cambra de Representants dels Estats Units. El seu nom fou elegit amb afany d'evocació de la figura de Henry Wadsworth, germà de Zilpah, finat tres anys ençà a la batalla de Trípoli. L'infant Longfellow va ésser el segon de vuit fills; sos germans foren Stephen (1805), Elizabeth (1808), Anne (1810), Alexander (1814), Mary (1816), Ellen (1818), i Samuel (1819).
Henry Wadsworth Longfellow rebé instrucció en una escola primària de caràcter privat (Dame scholl) dels tres anys ençà; a l'acomplir els sis anys, va ser inscrit a l'escola Portland Academy. Al llarg d'apuntat lapse, esdevingué certament reputat a conseqüència de sa considerable capacitat d'aplicació i d'estudi (aprehengué la parla de la llengua llatina amb notable fluïdesa). La seva mare induí son entusiasme devers la lectura i el coneixment, tot fomentant-li dilecció vers clàssics del nivell de Robinson Crusoe o Don Quijote de la Mancha. Son poema primerenc (una composició de caràcter patriòtic i històric que anomenà The Battle of Lovell's Pond) fou imprès al Diari de Portland (Portland Gazette) el 17 de novembre del 1820. Abandonà la Portland Academy a continuació del seu catorzè aniversari. Val a dir que passà nombrosos estius a la granja del seu avi Peleg, ubicada a l'oest amb relació a la vila de Hiram (Maine).
L'any 1822, Longfellow endegà una nova etapa de formació al Bowdoin College de Brunswick (Maine), conjuntament amb son germà Stephen. Llur avi en fou el fundador, i el pare llur hi romania com a comissari. Allí, Longfellow encetà una estreta relació amb Nathaniel Hawthorne, escriptor àmpliament valorat. Amb posterioritat, es vinculà al grup Peucinian Society, cúmul d'estudiants posseeïdors d'idearis federalistes.
Wadsworth sadollà ses afanys literaris tot enviant poesies i escrits a diferenciades publicacions, en certa manera instigat per l'encoratjament d'un professor: Thomas Cogswell Upham. Entre el gener del 1824 i l'esdeveniment de la seva graduació (1825), va publicar prop de 40 composicions poètiques. 24 poemes (relatius al col·lectiu anteriorment esmentat) aparegueren al diari de Boston The United States Literary Gazette (periòdic l'existència del qual assolí son terme promptament).

### Viatges per Europa
Seguidament a l'al·ludida graduació, va ser-li oferta una plaça de professor de llengües modernes. La història referent a la petició, possiblement apòcrifa, es fonamenta en la influència de Benjamin Orr, administrador que quedà rotundament impressionat fruit de la traducció d'Horaci que Longfellow dugué a terme, qui inquirí, a aquest, l'aprenentatge de les llengües francesa, castellana i italiana a partir de viatges per Europa. Henry inicià l'aprehensió lingüística (això és, els viatges a través d'Europa) vers el maig de 1826.
En el decurs de tres anys visità França, Espanya, Itàlia, Alemanya i, darrerament, el Regne Unit. Tot guarint amb el viatge, aprengué certament el francès, el castellà, el portuguès i l'alemany, primordialment aliè a qualque instrucció predeterminada. A Madrid, destinà part del seu temps a la companyia de Washington Irving, personatge qui exercí una influència força destacable, quant a l'ètica es refereix, sobre Longfellow. Irving induí Wadsworth a prosseguir amb l'escriptura. Mentre el poeta restava a Espanya, la seva germana Elizabeth finà arran d'una tuberculosi als vint anys.
El 27 d'agost de 1829 inquirí la seva dimissió com a professor al·legant a la insuficiència de son salari ($600) amb relació a la feina posseïda. Tot seguit, els directius de Bowdoin augmentaren la seva assignació a $800, afegint-hi, adés, una compensació addicional de $100 pel fet de prestar ajut en les taques de la bibiloteca. En el decurs dels anys que destinà a la docència, Longfellow traduí llibres del francès, l'italià, i el castellà; l'any 1833 fou publicada una traducció que incloïa obres confegides a càrrec del poeta castellà Jorge Manrique. Altrament, mereix al·lusió la publicació d'un llibre de viatges; Outre-Mer: A Pilgrimage Beyond the Sea, editat definitivament el 1835. Amb breu posterioritat relativament a ambdues publicacions, Wadsworth temptejà l'entrada en un cercle literari a Nova York, suara demanà a George Pope Morris l'obtenció d'una feina com a editor en una de ses empreses. Longfellow determinà d'establir-se a Nova York després que la Universitat de Nova York li oferís una plaça com a docent de llengües modernes, malgrat no cobrar sou cap arran d'aquesta. Finalment, la promesa s'esvaní, i Longfellow hagué de perllongar la seva etapa com a educador a Bowdoin. Això no obstant, l'ocupació realitzada en el centre suscitava enuig per part seva, en tant que es basava, fonamentalment, en la correcció d'exàmens i exercicis. Regit pel tedi i la desafecció, escrigué: "I hate the sight of pen, ink, and paper... I do not believe that I was born for such a lot. I have aimed higher than this". (M'enutja la visió de la ploma, la tinta, el paper... No crec d'haver nascut per tal de fer res per l'estil. Sempre he desitjat d'assolir quelcom més.)
EL 14 de setembre de l'any 1831, Wadsworth es casà amb Mary Storer Potter, antiga companya d'infantesa. La parella s'assentà a Brunswick (Maine), baldament no reeixir-hi gaire feliços. Longfellow publicà ufanoses narracions a l'ombra de la influència d'Irving, algunes de les quals "The Indian Summer" (L'estiu indi) o "The Bald Eagle" (L'àliga esplomada) varen difondre's el 1833.
El desembre de 1834, l'escriptor rebé una carta de Josiah Quincy III, president de Harvard College, qui oferia a Longfellow la possibilitat d'esdevenir mestre de llengües modernes, establint, emperò, la necessitat de romandre-hi durant un any o més. Allà, eixamplà el coneixement de la llengua alemanya, ensems compaginat amb l'aprehensió d'idiomes diversos: neerlandès, danès, suec, finès, i islandès. L'octubre del 1835, mentre viatjava, la seva esposa Mary patí un dissortat avortament succeïts sis mesos d'embaràs. Mary no assolí una restitució escaient, i esdevingudes certes setmanes, morí tot just comptant 22 anys el 29 de novembre del 1835. Son cos fou traslladat al cementiri de Mount Auburn, proper a Boston. La defunció de l'ésser estimat menà profunda aflicció; l'obra "One thought occupies me night and day... She is dead—She is dead! All day I am weary and sad" (Un pensament m'abasta dia i nit... És morta-És morta! Em sento trist i fatigat tot el dia) n'és un exemple brillant. Tres anys després, compongué el poema "Footsteps of Angels" (Petjades d'àngels) tot advocant-la. Ocorreguts certs anys, escrigué el poema "Mezzo Cammin", on propugnà sos pugnes internes essent ja madur.
Quan retornà als Estats Units l'any 1836, Longfellow obtingué feina com a professor a la Universitat Harvard. L'escriptor es veié obligat a romandre a Cambridge a fi de restar avinentment proper amb relació a la institució. Longfellow publicà poesia de bell antuvi; la col·lecció Voices of the Night (Veus de la nit) va ésser editada el 1839. El conjunt del volum de Voices of the Night, sa empresa poètica primerenca, inclogué, això no obstant, nou poemes originals i set escrits compostos durant sa jovenesa. Ballads and Other Poems fou difós promptament el 1841, contenint "The Village Blacksmith" (El ferrer del poble) and "The Wreck of the Hesperus" (El naufragi de l'Hesperus), confeccions que instantàniament reeixiren populars. Wadsworth prengué part de l'escena social, tot instituint un grup d'amics que anomenà the Five of Clubs. Cornelius Conway Felton, George Stillman Hillard, i Charles Sumner, el qual esdevindria l'amistat majorment propera al poeta, en van ser membres. Com a professor, Longfellow assolí coneixença significativa, si bé ell desestimava ésser "constantly a playmate for boys" (constantment camarada dels infants) pretenent "stretching out and grappling with men's minds." (entendre i lluitar amb ments adultes)

### La coneixença de Frances Appleton
Longfellow començà a flirtejar amb Frances "Fanny" Appleton, filla d'un benestant industrial de Boston (Nathan Appleton) i germana de Thomas Gold Appleton. En primera instància, Appleton no denotà interès cap envers el poeta, si bé Wadsworth restava profundament determinat. El juliol del 1839, escrigué a un amic: "Victory hangs doubtful. The lady says she will not! I say she shall! It is not pride, but the madness of passion" (La victòria és força dubtosa. La jove no ho vol. Jo ho desitjo. No és l'orgull, sinó l'eminència de la passió). Son amic George Stillman Hillard l'encoratjà: "I delight to see you keeping up so stout a heart for the resolve to conquer is half the battle in love as well as war" (Anhelo d'observar com et mantens ferm quant al propòsit de conquerir-la, que és tant una designi d'amor com una guerra). En el decurs d'al·ludit lapse, Longfellow anà de Cambridge estant fins Beacon Hill (Boston) tot creuant el pont de Boston (Boston Bridge), construcció enderrocada l'any 1906 amb ànim d'erigir un pont nou, Longfellow Bridge, el qual advoca la trajectòria del poeta.
Longfellow prosseguí l'exercici de l'escriptura; a les acaballes del 1839 publicà Hyperion, llibre en prosa inspirat, d'una banda, en el conjunt dels seus viatges i, adesiara, en la dissortada temptativa d'enamorar Fanny Appleton. Arran de tal fracàs, Longfellow sofrí "períodes de depressió neuròtica amb instants de pànic", decidint-se a emprendre un lapse de sis mesos destinat a la seva restitució (es dirigí a un balneari relatiu a Marienberg, Alemanya. Succeït el procés, Wadsworth publicà una peça teatral l'any 1842, The Spanish Student (L'estudiant espanyol), on aboca la recordança dels temps viscuts a Espanya durant els anys 1820. Amb relació a l'obra citada s'esdevingué una curiosa controvèrsia. Després d'haver estat impresa a càrrec de Graham's Magazine, l'editor Rufus Wilmot Griswold  impedí que l'escrit reeixís omès. L'escriptor, sorprès, inquirí l'obtenció del manuscrit amb afany de realitzar una revisió; posteriorment, oblidà de retornar-lo a Griswold, subjecte caracteritzat pel seu temperament usualment reivindicatiu, escrigué una furiosa carta com a resposta a l'actitud del poeta.
Un breu recull, Poems on Slavery, fou editat el 1842, essent el primer treball de Longfellow on hom planteja la seva dilecció envers l'abolicionisme. Això no obstant, Wadsworth opinà de ses propis poemes que "[they are] so mild that even a Slaveholder might read them without losing his appetite for breakfast" (són tan suaus que fins i tot els posseïdors d'esclaus podrien llegir-los sense perdre llur gana d'esmorzar). Cert crític de The Dial coincidí amb l'autor, tot anomenant-lo "the thinnest of all Mr. Longfellow's thin books; spirited and polished like its forerunners; but the topic would warrant a deeper tone". (el més notable dels llibres de Longfellow, enèrgic i elegant tal com ses precursors, si bé la temàtica mereix una anàlisi majorment escèptica). La New England Anti-Slavery Association (Associació contra l'esclavitud de Nova Anglaterra), però, restava satisfeta amb la col·lecció.
El 10 de maig del 1843, ocorreguts set anys, Longfellow rebé una carta de Fanny Appleton, qui accedia a contraure matrimoni. El poeta, extasiat, emprengué una caminada de 90 minuts per tal de trobar-la a casa seva. La cerimònia va ésser concebuda amb breu posterioritat. Nathan Appleton adquirí Craigie House, lliurant-la com a present a la recent parella. Longfellow hi romangué fins a la seva defunció. Les línies incloses adjacentment denoten amb clara eloqüència l'amor que l'escriptor sentia vers la seva esposa (versos que pertanyen a l'únic escrit de Longfellow que abasta la temàtica amorosa, el poema "The Evening Star", L'estel del vespre): "O my beloved, my sweet Hesperus! My morning and my evening star of love!" (Oh mon estimat, mon dolç Fòsfor! L'estel del meu amor a l'alba i al tard!). Quan, en una ocasió, atengué a un ball sense ella, expressà: "The lights seemed dimmer, the music sadder, the flowers fewer, and the women less fair." (La llum semblava més feble, la música, més trista, les flors, escasses i les dones, menys belles)
Ell i Fanny infantaren un total de sis infants: Charles Appleton (1844-1893), Ernest Wadsworth (1845-1921), Fanny (1847-1848),Alice Mary (1850-1928), Edith (185-1915), i Anne Allegra (1855-1934). Llur quarta filla, Edith, es casà amb Richard Henry Dana III, fill del popular escriptor Richard Henry Dana, Jr., autor de l'obra Two Years Before the Mast. Quan Fanny nasqué el 7 d'abril de l'any 1847, el doctor Nathan Cooley Keep administrà èter a manera d'anestèsia obstètrica, essent el primer nadó dels Estats Units amb qui s'usà. Pocs mesos després, l'1 de novembre del mateix any, el poema "Evangeline" fou publicat. Sa ventura quant a la remuneració experimentà una creixença considerable: el 1840, havia obtingut un total de $219, mentre que l'any 1850 acumulà la suma de $1,900. Seguidament a l'esdeveniment d'un sopar organitzat pel seu amic Nathaniel Hawthorne el 14 de juny de 1853, Longfellow abandonà Harvard amb el designi d'esmerçar-se en la tasca de l'escriptura amb exclusivitat, sent-li lliurat, com a guardó, un doctorat honorari en Dret.

### La mort de Francis
El 9 de juliol de 1861, jorn de notable calor, Fanny introduïa manyocs de cabells pertanyents als seus fills dins un paquet, tractant de segellar-lo mitjançant cera prèviament escalfada, mentre Longfellow romania adormit. Sobtadament, son vestit quedà cobert de flames, essent la causa encara desconeguda avui dia, si bé certa hipòtesi apunta la possibilitat d'haver-se consumit com a resultat d'una espelma omesa. Longfellow, llevat tot d'una, intentà de salvar-la tot embolcallant-la usant una catifa, tal vegada insuficientment gran. El poeta aturà la crema tan bé com pogué, baldament la seva esposa havia sofert cremades d'inefable gravetat. Succeïda mitja centúria, la filla més jove del matrimoni, Annie, contà el relat diferentament amb relació a allò hipotèticament esdevingut, eludint la presència de la suposada espelma, i concedint la culpabilitat de la tragèdia a una burilla precipitada. Ambdues versions acorden, això no obstant, que Fanny fou portada a la seva habitació i que, a més, un metge acudi. Funny perdé i recobrà la consicència de mode successiu en el decurs de la nit; el matí del 10 de juliol del 1861, després d'inquirir una tassa de cafè, l'esposa del poeta finà. Longfellow, regit per la desesperació i l'impuls, es cremà pròpiament, malgrat no causar-se ferides de magnitud considerable. No obstant això, tal acció implicà l'impediment d'afeitar-se.
Profusament colpit arran de la defunció, Longfellow mai es restituí totalment, car que hagué d'afrontar la problemàtica contínuament. Si bé el poeta temia una degeneració quant a l'estat mental, arribant a desitjar de "no ésser enviat a cap sanatori", ell mateix manifestava que "havia emprès el vial cap a la pròpia mort". Wadsworth posà de manifest la seva aflicció en el sonet "The Cross of Snow" (La creu de neu, 1879), compost succeïts divuit anys de la mort de l'esposa:
```
Such is the cross I wear upon my breast
These eighteen years, through all the changing scenes
And seasons, changeless since the day she died
```

```
Aquesta és la creu que rau sobre mon pit
Divuit anys esvanits, amb sos canviats contexts
tal com les estacions, sens llum des que morí
```

### Darrers anys i mort
Longfellow emprà nombrosos anys a fi de confegir la seva traducció de la Divina Comèdia, de Dante Alighieri. Amb afany de conferir perfecció al treball, el poeta convocà reunions setmanals on invità distints amics del 1864 ençà. El "Dante Club" (talment fou anomenat), incloïa William Dean Howells, James Russell Lowell, Charles Eliot Norton així com diferenciades amistats invitades esporàdicament. El conjunt de la traducció (això és, tres volums) va ésser publicat la primavera del 1867, malgrat Longfellow prosseguí la seva revisió. Vers el 1868, Longfellow acumulava anualment més de $48,000. L'any 1874, Samuel Cutler Ward l'ajudà a vendre el poema "The Hanging of the Crane" (Penjant de la Grua; ací, el substantiu grua al·ludiex a l'au, en castellà anomenada grulla)) al New York Ledger per $3,000; la quantitat majorment ufanosa que hom mai havia assignat a cap escrit.
Durant la dècada del 1860, Longfellow lliurà son suport a l'abolicionisme, pretenent amb deler una requerida reconciliació entre ambdós bàndols enfrontats. L'any 1878 anotà en el seu diari: "I have only one desire; and that is for harmony, and a frank and honest understanding between North and South" (Posseeixo un únic desig; consistent en l'harmonia, i una franca i sincera comprensió entre el Nord i el Sud). El poeta, eludint la temença quant al parlament públic, acceptà l'oferiment de Joshua Chamberlain, qui l'invitava a realitzar un discurs em ocasió de la cinquantena reunió celebrada al Bowdoin College; Wadsworth llegí el poema "Morituri Salutamus" (Saludem els que moriran). La feblesa del to de veu emprat impedí la correcta comprensió de l'escrit. L'any ulterior, el 1876, denegà la nominació a Board of Overseers at Harvard al·legant "raons estrictament personals".
Devers el març del 1882, Longfellow començà a patir significatius dolors estomacals. Tractà de suportar-los mitjançant la consumició d'opi, mes el 24 de març, envoltat de son cercle familiar més proper, l'escriptor finà a l'edat de 75 anys. Actualment, sabem que la causa d'esmentats mals es deu a una peritonitis. Al produir-se la defuncio, Longfellow acumulava una suma de $356,320. Rebé sepultura conjutament amb les seves dones al Mount Auburn Cemetery (Cambridge, Massachusetts).

## Música
El compositor anglès Frederich William Wadely va compondre diversa música coral amb acompanyament d'orquestra sobre les poesies de Longfellow.

## Àrees protegides
- Lloc Històric Nacional de la Casa de Longfellow - El Quarter General de Washington[72]